# 马骏 (1883年)
马骏（1883年1月24日—1945年7月2日，一说1882年出生、一说1881年出生），字君图，男，回族，山西晋城东关村上东关街人，中国近代政治人物。

## 生平
马骏祖籍宁夏，其父因开骆驼店，落户于山西晋城城区东关。1901年，马骏考中秀才。1902年考入太原山西大学堂西斋预备科（乙班）。1905年，参加山西护矿运动。1907年3月，获取官费留学英国资格，进入牛津大学。留学期间加入同盟会。1911年7月，他返回中国，跟随上海陈其美参加反清活动。1912年，陈其美将其举荐给南京临时政府关外大都督蓝天蔚，马骏任关外督府外交司司长，随后他助国民革命军进入东北。1912年，阎锡山请马骏任山西驻京代表。1913年，他出任河东道尹，掌管运城、临汾等县，成功稳定当地局面。1922年，他被推荐为北京众议院议员。同年，马骏改任山西省民政厅厅长，随即将素无政绩的数十名县长尽行撤换，山西行政效率大为改善。1923年2月24日，他改任山西教育厅长，任内裁撤大量校长，山西学风也较之前大振。1924年12月，任河东盐运使。1927年6月9日，改任山西实业厅长。后辞职到北平闲住。1927年，他在晋城筹办崇实中学，1931年10月31日，南京国民政府任命他为省府委员。马骏回太原后，派人密至大连将阎锡山请回山西，阎锡山随后重掌政局。1932年，他任查禁毒品委员会督办，枪毙贩毒师长金守信，并查办数人。1935年12月，阎锡山任命其为执法处长，镇压学生枪杀七人。1937年4月25日，山西文献委员会改组，马骏任委员长。
1937年，中日战争全面爆发，马骏被授予中将参议，担任二战区长官部顾问，办理晋东南地区抗日宣慰事宜。同年10月底返回晋城，他将自己10万银元组成抗日义勇队300多人，在晋城、阳城、壶关一带活动。1938年2月，日军首次进犯晋城，陕军529旅误认为马骏通敌，将其扣捕，后解除误会。1940年4月中旬，第一战区司令长官卫立煌和八路军总司令朱德在晋城会谈，决定两军活动范围，期间会见了马骏等一批地方人士。1940年4月，日军攻占晋城，设法追捕马骏。1942年6月，日伪军突然包围了马骏，他成功脱逃，但其母被日军俘获。伪省长苏体仁写信慰问并举办生日宴，一年后马母去世，日伪举办丧事，但马骏仍拒不出面。1942年7月27日，当选为第三届国民参政会参政员。1943年6月19日，伪军武装13支队捉获马骏，他自杀未遂，被送回城内软禁。软禁期间拒绝与日军合作。1945年4月28日，因病重，日军将其送往长治。7月2日马骏在长治去世，时年64岁。